# Tänk dej en strut karameller
Tänk dej en strut karameller är en sång komponerad av Povel Ramel för musikalen Funny Boy, uppförd 1958-1959. Den framfördes som en duett mellan Ramel och Gunwer Bergkvist.
I musikalen spelade Ramel karaktären Jonathan Blake medan Bergkvists karaktär hette Therina Buhr. I låten framgår att herr Blake håller pianolektion för en motvillig fröken Therina. Hela låten igenom hörs Therina öva skalor och etyder på pianot, vars enformiga melodier hon också följer i sin sång. Pianoläraren Blake däremot sjunger i refrängen en visa som går "Tänk dej en strut karameller, så är ditt liv dag efter dag" medan hans elev anser "nog borde han som gjort det pekoralet i början utav adertonhundratalet hållt trut och vetat hut".
Låten släpptes som studioversion då musiknumren från Funny Boy kom på LP 1958. Senare har den också släppts på CD på flera av Ramels samlingsalbum, bland annat Som om inget hade hänt.
Det finns även en bok av Ramel med titeln Tänk dej en strut karameller, utgiven 1981 och illustrerad av Björn Berg.